# Gélase II
Pour les articles homonymes, voir Gélase.
Gélase II (Giovanni Coniulo ou Giovanni de Gaète), né vers 1060 à Gaète, dans l'actuelle province de Latina, dans le Latium, alors dans les États pontificaux, et mort le 29 janvier 1119 à l'abbaye de Cluny, était un religieux italien du Moyen Âge, qui est le 161e évêque de Rome, et donc pape de l'Église catholique, pendant une année, du 24 janvier 1118 au 29 janvier 1119.

## Biographie
Né dans une famille aisée, il est élevé à l'abbaye du Mont-Cassin, puis entre en 1088 au service d'Urbain II. La même année, il est ordonné diacre. Peu de temps après, Urbain II le nomme cardinal-diacre de Santa Maria in Cosmedin et chef de la chancellerie de la Sainte Église romaine.
Après la mort d'Urbain II, il se range aux côtés de Pascal II face à l'antipape Clément III. Il partage sa captivité en 1111, puis le soutient lors du synode du Latran de 1116.

## Pontificat
Deux jours après la mort de Pascal II, le 24 janvier 1118, Giovanni Coniulo est élu à Rome sous le nom de Gélase II. Il est aussitôt capturé par le clan Frangipani, puis libéré par la foule menée par le préfet urbain et le clan Pierleoni.
Les troubles empêchent néanmoins sa consécration et il doit quitter Rome au début du mois de mars, poursuivi par les troupes de l'empereur Henri V, lequel exige que la consécration se fasse en sa présence. Face au refus de Gélase II, Henri V suscite l'antipape Grégoire VIII. Gélase II, réfugié dans sa ville natale, se fait ordonner prêtre, puis évêque. Au mois d'avril, il excommunie l'antipape et Henri V.
Il revient à Rome au début de juillet 1118, après le départ d'Henri V, pour trouver la ville aux mains des Frangipani, qui soutiennent Grégoire VIII. Il doit de nouveau fuir et cherche protection en France auprès de Louis VI le Gros. C'est alors que, de passage à Saint-Gilles, au Languedoc, il rencontre Norbert de Xanten, futur fondateur des Prémontrés, et lui donne, par lettre officielle, licence de prêcher où il veut. Alors qu'il se dirige vers Vézelay pour rencontrer le roi, il tombe malade et meurt à l'abbaye de Cluny, où son corps est enterré.
Selon une certaine tradition, il aurait recommandé sur son lit de mort le cardinal Cunon de Préneste, légat en Allemagne puis, devant le refus de ce dernier, celui qui devait devenir Calixte II.